# Jasenice (Konavle)
Jasenice is een plaats in de gemeente Konavle in de Kroatische provincie Dubrovnik-Neretva. De plaats telt 22 inwoners (2001).